# サン・マルティーノ・ダグリ
サン・マルティーノ・ダグリ（イタリア語: San Martino d'Agri）は、イタリア共和国バジリカータ州ポテンツァ県にある、人口約800人の基礎自治体（コムーネ）。

## 地理

### 位置・広がり

#### 隣接コムーネ
隣接するコムーネは以下の通り。
- アルメント
- ガッリッキオ
- モンテムッロ
- サン・キーリコ・ラパーロ
- スピノーゾ